# Indrek Toome

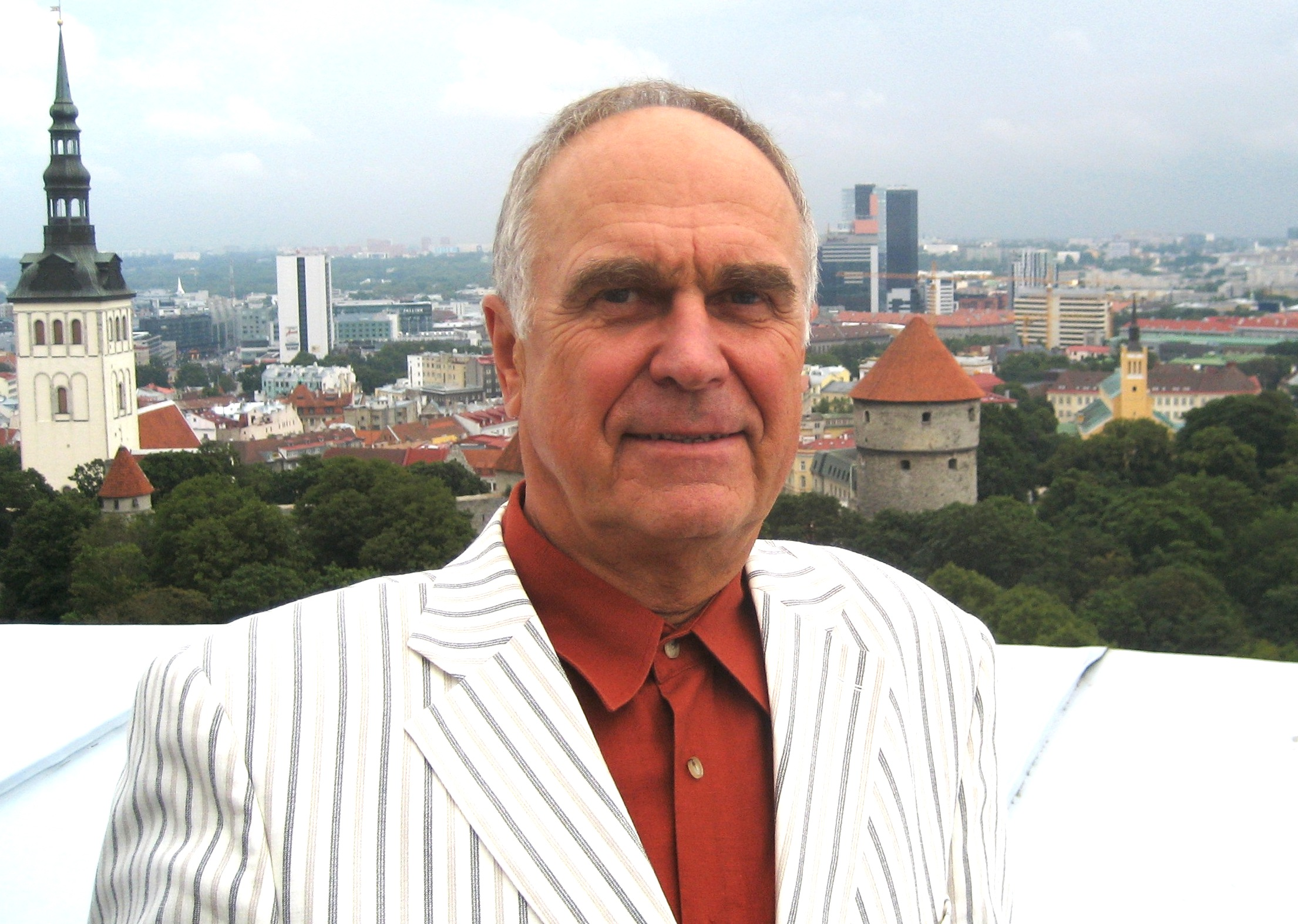
Indrek Toome, 2008

Indrek Toome (* 19. September 1943 in Tallinn; † 28. Februar 2023) war ein kommunistischer Politiker und späterer Geschäftsmann in Estland. Er war von 1988 bis 1990 letzter Regierungschef der Estnischen Sozialistischen Sowjetrepublik.

## Leben
Indrek Toome wurde in eine Arbeiterfamilie geboren. Er schloss 1968 sein Studium als Elektroingenieur am Polytechnischen Institut in Tallinn (estnisch Tallinna Polütehniline Instituut, heute Technische Universität Tallinn) ab. Sein Neffe ist der Musiker Koit Toome, der 2017 Estland beim Eurovision Song Contest vertrat.
Von 1972 bis 1990 hatte Toome verschiedene hohe Posten in der Leninistisch-Kommunistischen Jugendvereinigung Estlands (Eestimaa Leninlik Kommunistlik Noorsooühing - ELKNÜ) und der Kommunistischen Partei Estlands (EKP) inne.
Vom 16. November 1988 bis 1990 war Indrek Toome Vorsitzender des Ministerrats der Estnischen SSR und damit kommunistischer Regierungschef Estlands. Er leitete aufgrund des Drucks der Singenden Revolution die friedliche Loslösung Estlands von der Herrschaft der KPdSU ein. Mit dem Zusammenbruch der sowjetischen Herrschaft in Estland übergab er am 3. April 1990 sein Amt dem ersten freigewählten Ministerpräsidenten Estlands nach dem Zweiten Weltkrieg, Edgar Savisaar. Am 20. Januar 1991 erlangte Estland seine staatliche Unabhängigkeit wieder.
Von 1990 bis 1992 war Toome Abgeordneter des Obersten Rats der Republik Estland (Eesti Vabariigi Ülemnõukogu), dem Parlament bis zum ersten Zusammentritt des Riigikogu. Seit 1992 war Indrek Toome als Mitinhaber einer Immobilienfirma tätig.

## Veröffentlichungen
- Aus dem Leben der Jugend Sowjetestlands, Tallinn: Verlag Perioodika 1981 (Übersetzung aus dem Estnischen, auch in weiteren Sprachen)